# Fase de Classificació de la Copa del Món de Rugbi 1995-Europa
La zona europea tenia per a la Copa del Món de Rugbi de 1995 tres places disponibles a sumar a les 4 nacions europees ja classificades: França, Anglaterra, Escòcia i Irlanda.

## Ronda prèvia

### Grup Oest
Suïssa supera la fase prèvia.
| Equip     | Jugats | Guanyats | Empatats | Perduts | A favor | En contra | Diferència | Punts |
| --------- | ------ | -------- | -------- | ------- | ------- | --------- | ---------- | ----- |
| Suïssa    | 2      | 1        | 0        | 1       | 17      | 8         | +9         | 2     |
| Dinamarca | 2      | 1        | 0        | 1       | 8       | 6         | +2         | 2     |
| Andorra   | 2      | 1        | 0        | 1       | 3       | 14        | −11        | 2     |
| Luxemburg | 0      | 0        | 0        | 0       | 0       | 0         | 0          | 0     |

Luxemburg abandona el grup .
Match Schedule
| Andorra | 3–0 | Dinamarca | 1 d'octubre de 1992 {{{time}}} - Andorra la Vella, Andorra |
|         |     |           | 1 d'octubre de 1992 {{{time}}} - Andorra la Vella, Andorra |

| Dinamarca | 8–3 | Suïssa | 29 d'octubre de 1992 {{{time}}} - Andorra la Vella, Andorra |
|           |     |        | 29 d'octubre de 1992 {{{time}}} - Andorra la Vella, Andorra |

| Andorra | 0–14 | Suïssa | 31 d'octubre de 1992 {{{time}}} - Andorra la Vella, Andorra |
|         |      |        | 31 d'octubre de 1992 {{{time}}} - Andorra la Vella, Andorra |

### Grup Europa central
Israel supera la fase prèvia
| Equip      | Jugats | Guanyats | Empatats | Perduts | A favor | En contra | Diferència | Punts |
| ---------- | ------ | -------- | -------- | ------- | ------- | --------- | ---------- | ----- |
| Israel     | 1      | 1        | 0        | 0       | 67      | 8         | +59        | 3     |
| Hongria    | 1      | 0        | 0        | 1       | 8       | 67        | −59        | 1     |
| Iugoslàvia | 0      | 0        | 0        | 0       | 0       | 0         | 0          | 0     |

Iugoslàvia fou expulsada a conseqüència de la Guerra dels Balcans.
Match Schedule
| Hongria | 8–67 | Israel | - Budapest, Hongria |
|         |      |        | - Budapest, Hongria |

## Fase 1
Espanya i Portugal superen la fase 1.

### Grup Oest
| Equip    | Jugats | Guanyats | Empatats | Perduts | A favor | En contra | Diferència | Punts |
| -------- | ------ | -------- | -------- | ------- | ------- | --------- | ---------- | ----- |
| Espanya  | 3      | 3        | 0        | 0       | 144     | 21        | +123       | 9     |
| Portugal | 3      | 2        | 0        | 1       | 55      | 40        | +15        | 7     |
| Bèlgica  | 3      | 1        | 0        | 2       | 51      | 78        | −27        | 5     |
| Suïssa   | 3      | 0        | 0        | 3       | 3       | 114       | −111       | 3     |

Match Schedule
| Espanya | 40–0 | Suïssa | - |
|         |      |        | - |

| Portugal | 8–3 | Bèlgica | - |
|          |     |         | - |

| Espanya | 67–6 | Bèlgica | - |
|         |      |         | - |

| Portugal | 32–0 | Suïssa | - |
|          |      |        | - |

| Portugal | 15–37 | Espanya | - |
|          |       |         | - |

| Bèlgica | 42–3 | Suïssa | - |
|         |      |        | - |

### Grup Europa central
Els Països Baixos i la República Txeca superen la fase 1.
| Equip         | Jugats | Guanyats | Empatats | Perduts | A favor | En contra | Diferència | Punts |
| ------------- | ------ | -------- | -------- | ------- | ------- | --------- | ---------- | ----- |
| Països Baixos | 3      | 3        | 0        | 0       | 129     | 112       | +117       | 9     |
| Txèquia       | 3      | 2        | 0        | 1       | 68      | 49        | +19        | 7     |
| Suècia        | 3      | 1        | 0        | 2       | 39      | 75        | −36        | 5     |
| Israel        | 3      | 0        | 0        | 3       | 10      | 110       | −100       | 3     |

Match Schedule
| Suècia | 26–10 | Israel | - |
|        |       |        | - |

| Països Baixos | 42–6 | Txèquia | - |
|               |      |         | - |

| Països Baixos | 56–0 | Israel | - |
|               |      |        | - |

| Txèquia | 34–7 | Suècia | - |
|         |      |        | - |

| Països Baixos | 31–6 | Suècia | - |
|               |      |        | - |

| Txèquia | 28–0 | Israel | - |
|         |      |        | - |

### Grup Est A
Rússia supera la fase 1.
| Equip   | Jugats | Guanyats | Empatats | Perduts | A favor | En contra | Diferència | Punts |
| ------- | ------ | -------- | -------- | ------- | ------- | --------- | ---------- | ----- |
| Rússia  | 2      | 2        | 0        | 0       | 56      | 14        | +42        | 6     |
| Polònia | 2      | 1        | 0        | 1       | 28      | 47        | −19        | 4     |
| Geòrgia | 2      | 0        | 0        | 2       | 15      | 38        | −23        | 2     |

Match Schedule
| Rússia | 15–9 | Geòrgia | - Sopot, Polònia |
|        |      |         | - Sopot, Polònia |

| Polònia | 23–6 | Geòrgia | - Sopot, Polònia |
|         |      |         | - Sopot, Polònia |

| Polònia | 5–41 | Rússia | 29 de maig de 1993 {{{time}}} - Gdańsk, Polònia |
|         |      |        | 29 de maig de 1993 {{{time}}} - Gdańsk, Polònia |

### Grup Est B
Alemanya supera la fase 1.
| Equip    | Jugats | Guanyats | Empatats | Perduts | A favor | En contra | Diferència | Punts |
| -------- | ------ | -------- | -------- | ------- | ------- | --------- | ---------- | ----- |
| Alemanya | 2      | 2        | 0        | 0       | 58      | 10        | +48        | 6     |
| Letònia  | 2      | 1        | 0        | 1       | 12      | 33        | −21        | 4     |
| Lituània | 2      | 0        | 0        | 2       | 11      | 38        | −27        | 2     |

Match Schedule
| Alemanya | 31–5 | Lituània | 1 de maig de 1993 {{{time}}} - Berlín, Alemanya |
|          |      |          | 1 de maig de 1993 {{{time}}} - Berlín, Alemanya |

| Letònia | 5–27 | Alemanya | 8 de maig de 1993 {{{time}}} - Riga, Letònia |
|         |      |          | 8 de maig de 1993 {{{time}}} - Riga, Letònia |

| Lituània | 6–7 | Letònia | 29 de maig de 1993 {{{time}}} - Šiauliai, Lituània |
|          |     |         | 29 de maig de 1993 {{{time}}} - Šiauliai, Lituània |

## Fase 2
Gal·les supera la fase 2

### Grup Oest
| Team     | Played | Won | Drawn | Lost | For | Against | Difference | Points |
| -------- | ------ | --- | ----- | ---- | --- | ------- | ---------- | ------ |
| Gal·les  | 2      | 2   | 0     | 0    | 156 | 11      | +145       | 6      |
| Espanya  | 2      | 1   | 0     | 1    | 35  | 73      | −38        | 4      |
| Portugal | 2      | 0   | 0     | 2    | 30  | 137     | −107       | 2      |

Match Schedule
| Portugal | 11–102 | Gal·les | - |
|          |        |         | - |

| Espanya | 0–54 | Gal·les | - |
|         |      |         | - |

| Espanya | 35–19 | Portugal | - |
|         |       |          | - |

### Grup Europa central
Itàlia supera la fase 2.
| Equip         | Jugats | Guanyats | Empatats | Perduts | A favor | En contra | Diferència | Punts |
| ------------- | ------ | -------- | -------- | ------- | ------- | --------- | ---------- | ----- |
| Itàlia        | 2      | 2        | 0        | 0       | 167     | 17        | +150       | 6     |
| Països Baixos | 2      | 1        | 0        | 1       | 44      | 72        | −28        | 4     |
| Txèquia       | 2      | 0        | 0        | 2       | 17      | 139       | −122       | 2     |

Match Schedule
| Països Baixos | 35–9 | Txèquia | - |
|               |      |         | - |

| Itàlia | 104–8 | Txèquia | - |
|        |       |         | - |

| Itàlia | 63–9 | Països Baixos | - |
|        |      |               | - |

### Grup Est
Romania supera la fase 2.
| Equip    | Jugats | Guanyats | Empatats | Perduts | A favor | En contra | Diferència | Punts |
| -------- | ------ | -------- | -------- | ------- | ------- | --------- | ---------- | ----- |
| Romania  | 2      | 2        | 0        | 0       | 90      | 6         | +84        | 6     |
| Rússia   | 2      | 1        | 0        | 1       | 69      | 35        | +34        | 4     |
| Alemanya | 2      | 0        | 0        | 2       | 11      | 129       | −118       | 2     |

Match Schedule
| Romania | 60–6 | Alemanya | 2 de maig de 1994 {{{time}}} - Bucarest, Romania |
|         |      |          | 2 de maig de 1994 {{{time}}} - Bucarest, Romania |

| Rússia | 69–5 | Alemanya | 4 de maig de 1994 {{{time}}} - Bucarest, Romania |
|        |      |          | 4 de maig de 1994 {{{time}}} - Bucarest, Romania |

| Romania | 30–0 | Rússia | - Bucarest, Romania |
|         |      |        | - Bucarest, Romania |

## Fase 3
Gal·les, Itàlia i Romania es classifiquen per la Copa del Món de Rugbi 1995 com a Europa 1, Europa 2 i Europa 3, respectivament.
| Equip   | Jugats | Guanyats | Empatats | Perduts | A favor | En contra | Diferència | Punts |
| ------- | ------ | -------- | -------- | ------- | ------- | --------- | ---------- | ----- |
| Gal·les | 2      | 2        | 0        | 0       | 45      | 28        | +17        | 6     |
| Itàlia  | 2      | 1        | 0        | 1       | 43      | 35        | +8         | 4     |
| Romania | 2      | 0        | 0        | 2       | 15      | 40        | −25        | 2     |

Partits
| Gal·les | 16–9 | Romania | - |
|         |      |         | - |

| Itàlia | 24–6 | Romania | - |
|        |      |         | - |

| Gal·les | 29–19 | Itàlia | 12 d'octubre de 1994 {{{time}}} - Cardiff, Gal·les |
|         |       |        | 12 d'octubre de 1994 {{{time}}} - Cardiff, Gal·les |